# Французький вірменський легіон
Вірменський легіон — заснований у результаті Франко-Вірменської угоди 1916 року іноземний легіон у складі армії Франції. Створений як інструмент Вірменського національного визвольного руху, був озброєним підрозділом, що разом із вірменськими добровольцями та вірменським ополченням воював проти Османської імперії під час Першої світової війни. Спочатку легіон мав назву «La Légion d'Orient» (Східний Легіон). 1 лютого 1919 року його було перейменовано на «La Légion Arménienne» (Вірменський Легіон). Серед вірмен неофіційно цей легіон називався «Gamavor» (Добровольці).

## Передумови створення

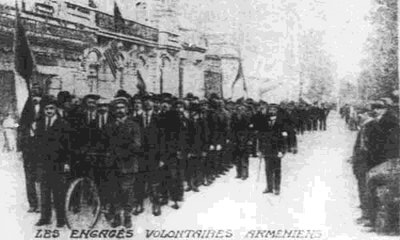
На початку війни вірмени, що мешкали у Французькій республіці, приєднувалися до Французького іноземного легіону

На початку війни вірмени, що мешкали у Французькій республіці, приєднувалися до Французького іноземного легіону. Це передувало створенню Французького вірменського легіону.
| Ліві лапки | Мало не всі боєздатні вірмени, що мешкали у Французькій республіці, у кількості від 1000 до 1500 осіб приєдналися до Французького іноземного легіону майже на початку війни. Деякі вірмени прибули з Сполучених Штатів для того, щоб воювати за Францію. Більшість з 250 вцілілих бійців загону були нагороджені Військовим Хрестом. | Праві лапки |

## Заснування
Переговори Богоса Нубара з французьким політичним та військовим проводом втілилися у створення Французького вірменського легіону.
Офіційно легіон було засновано в Каїрі, Єгипет у листопаді 1916 за сприяння закордонного відомства Франції та вірменської делегації. Кілька вірменських організацій зобов'язалися зробити внески для створення кількох батальйонів у складі майбутнього Вірменського легіону.
Сторони досягли домовленостей:
- Метою створення Легіону було надання вірменам можливості зробити свій внесок у визволення регіону Кілікія у складі Османської імперії та сприяння прагненням утворити там незалежну державу.
- Легіон мав воювати тільки проти османів і тільки в Кілікії.
- Легіон мав стати основою майбутньої Армії Вірменії.

### Початкові плани
Підписана у Парижі П'єром Роке, міністром війни та Жан-Марі Лаказом, міністром військово-морських сил, угода ухвалювала офіційне рішення створити 15 листопада 1916 року в Парижі Вірменський легіон.
Згідно з початковою угодою,
- Східний Легіон мав базуватися на Кіпрі
- Призовниками Легіону мали стати вірмени та сирійці Османської імперії
- Легіон мав підпорядкуватися французьким офіцерам
- Призовники мали отримати статус французьких солдатів та підпорядковуватися Французькому воєнному міністерству
- Командир піхоти Роме мав керувати створенням Легіону
- Легіон мав бути розгорненим в регіоні Кілікія, зараз відомому як Çukurova, на південно-східному узбережжі Малої Азії (сучасна Туреччина)
- 10 000 французів з військово-морських сил мало бути виділено для облаштування військового табору Легіону.
- Волонтери мали бути організовані місцевими вірменськими комітетами та відправлені до Бордо та Марселю. Подорожні витрати мали бути відшкодовані французьким урядом.

## Хід битв у 1916–1918 роках

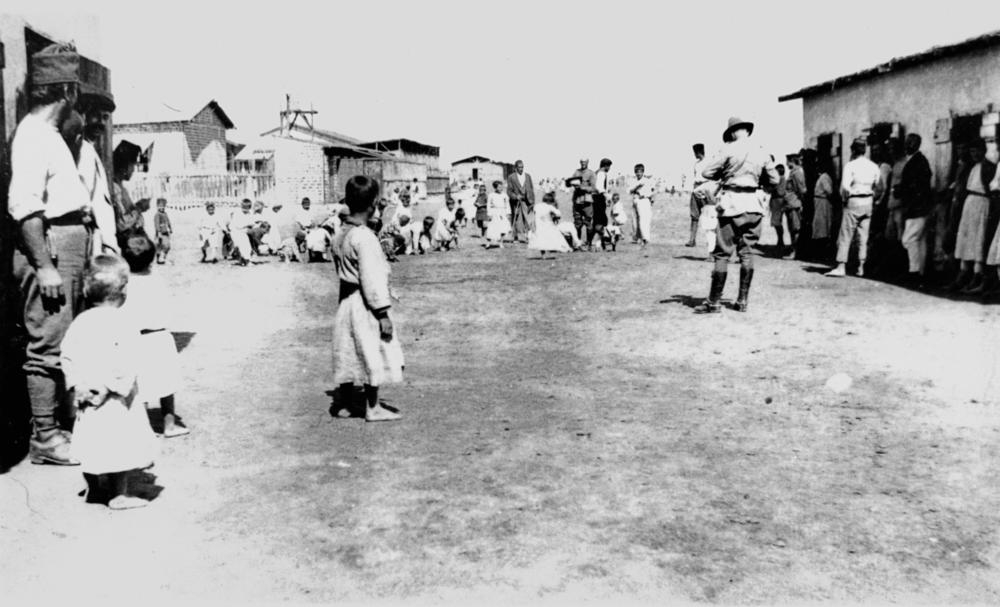
Солдат з 5-го полку легкої кавалерії у вірменському таборі, Порт-Саїд.

Кількість волонтерів була еквівалентною шістьом батальйонам, кожен складався з 800 волонтерів, планувалося створити ще 6 батальйонів. Вірменські комітети розгорнули програму з вербування до них новобранців у Французькій республіці та США.
На 95% батальйон складався з біженців з Османської імперії, колишніх військовополонених та жителів Єгипту, Америки та Європи. Більшість солдатів було мобілізовано з вірмено-американської спільноти, чималу кількість складали розлючені солдати, що вціліли в битві при Муса-Даг та на той час перебували у таборах біженців у Порт-Саїді, Єгипет.
Після першого тренування на Кіпрі легіон було розгорнено в Палестині для того, щоб допомогти французькій і британській арміям у протистоянні османській та німецькій арміям.
Під керівництвом генерала Едменду Аленбі Легіон воював у Палестині, Сирії і зрештою в Кілікії, здобув визнання уряду та союзників з Антанти.

## Хід битв у 1920–1921 роках
У продовженні кампанії та згідно з початковою ухвалою їх було розгорнено в Анатолії (Мала Азія). Легіон виявляв активність у районі міст Адана та Мерсін, вступив у сутички з місцевими цивільними і розформував турецьке ополчення. Їхні недисципліновані дії, різанина, напади та бандитизм, спрямований проти місцевого мусульманського населення викликали збентеження та викликали головний біль у французького уряду.
У травні 1919 року вірмени проголосили незалежну державу у Кілікії. Проте життя цієї держави було недовгим — Французька республіка розформувала Вірменський легіон та визнала турецький суверенітет над цим регіоном.